# شستایوو
شستایوو (انگلیسی: Shestayevo) یک شهرک در شهرستان داولکانوفسکی در استان باشقیرستان کشور روسیه است.